# Gorxheimertal

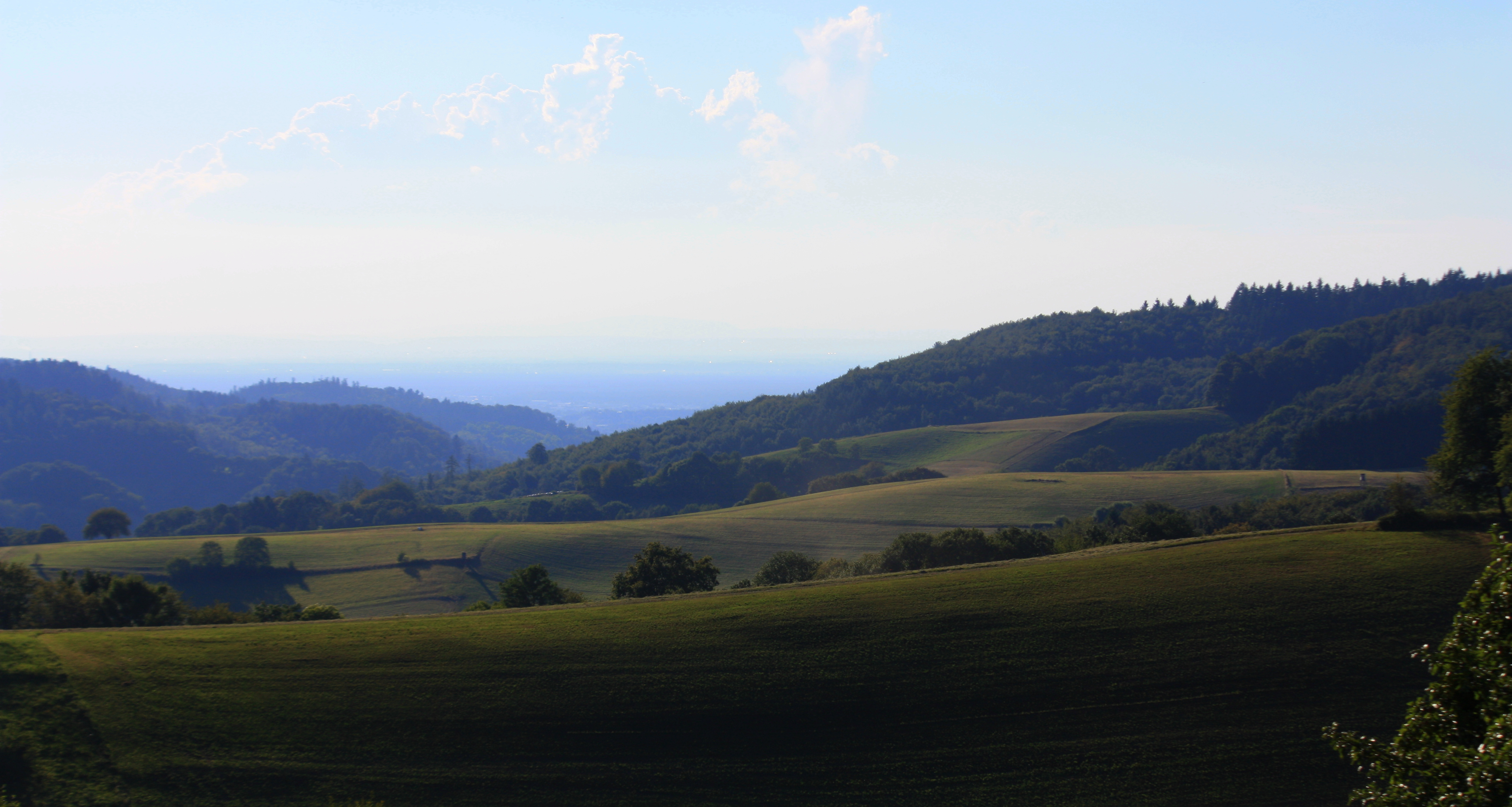
Beautiful mountainous terrain

Gorxheimertal – gmina w Niemczech, w kraju związkowym Hesja, w rejencji Darmstadt, w powiecie Bergstraße.